# Geografie van Suriname

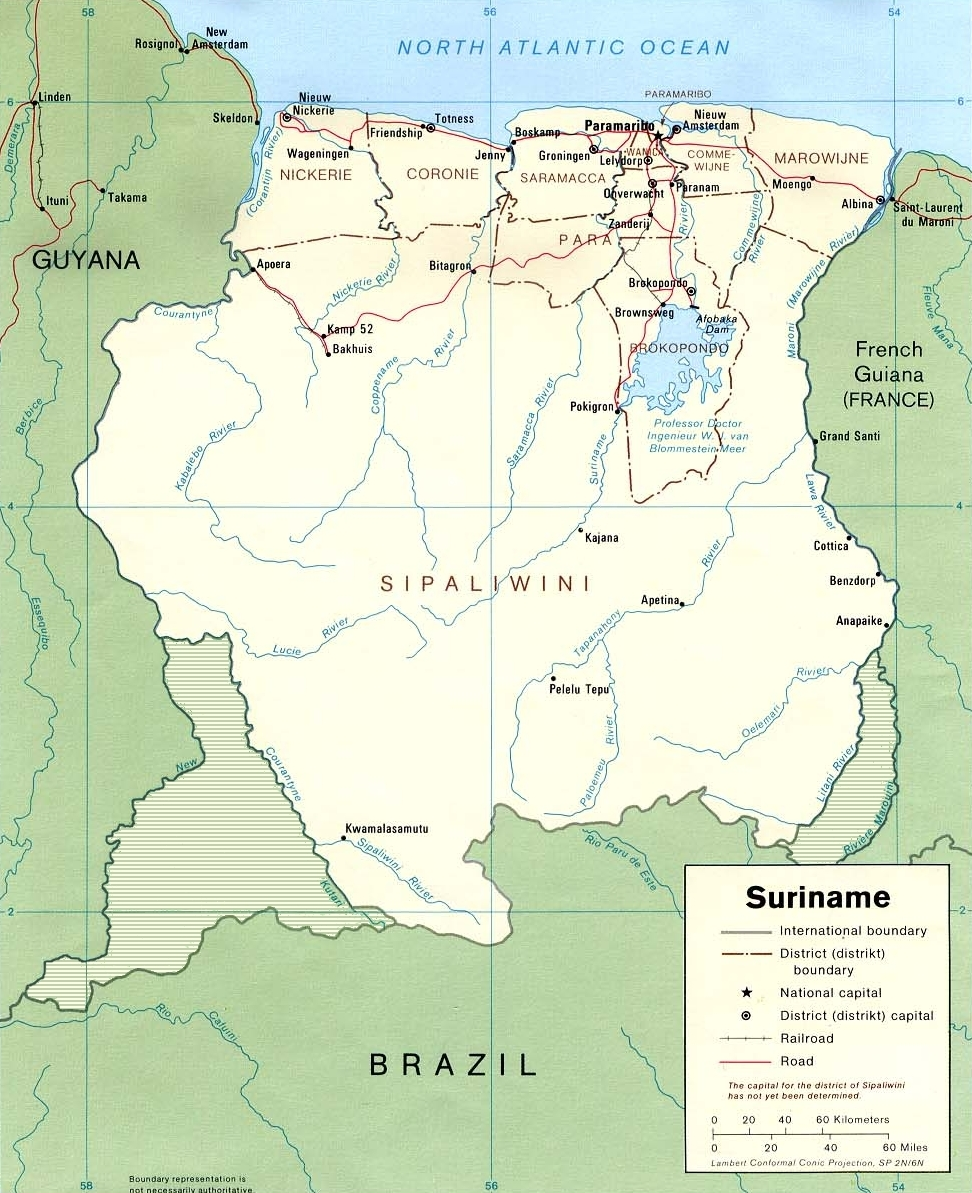
Kaart van Suriname

Geologische kaart van Suriname

Suriname ligt in het noorden van Zuid-Amerika. Het land grenst aan Frans-Guyana in het oosten, Brazilië in het zuiden en Guyana in het westen.

## Locatie
- Continent: Zuid-Amerika

### Oppervlakte
- Totaal: 163 270 km² [1]
- Land: 161 470 km²
- Water: 1800 km²

### Grenzen
- Brazilië 597 km
- Frans-Guyana 510 km

Kust: 386 km

### Maritieme claims
- Territoriale zee: 22 km
- Exclusieve Economische Zone: 370 km

## Klimaat en terrein

### Klimaat
Het Klimaat van Suriname is tropisch regenwoudklimaat, Af in de klassificatie van Köppen-Geiger.

### Terrein
De kustvlakte van Suriname bestaat uit ritsen en zwampen, ten zuiden van de kustvlakte ligt de savannegordel. Het grootste deel van Suriname bestaat uit tropisch regenwoud in het heuvelland tot middelgebergte in het district Sipaliwini.

### Hoogste en laagste punt
- Laagste punt: Ergens in het kustgebied -2 m
- Hoogste punt: Julianatop 1.280 m